# Sū
Sū (spreek uit als [Soe]) is een Chinese, Vietnamese en Koreaanse achternaam die zijn oorsprong vindt in de Chinese provincie Henan en Hebei. Deze achternaam staat op de 42e plaats van de Baijiaxing. Volgens een mythe zijn de mensen met de achternaam  nakomelingen van Kun Wushi die een nakomeling van Zhuan Xu/颛顼 is. Kun Wushi veranderde zijn achternaam toen hij heerser werd van het gebied Su. Zijn nakomelingen namen het gebiedsnaam als familienaam. Tijdens de Han-dynastie en Zuidelijke en Noordelijke Dynastieën veranderden vele Chinese minderheden hun achternaam in Su. In Zuidoost-Azië komt de achternaam onder Chinezen voor als Souw. In Volksrepubliek China staat de achternaam op de 45e plaats van meestvoorkomende achternaam. In Kantonese dialecten wordt de achternaam geromaniseerd als So.
- Vietnamees: Tô
- Koreaans: So/소

## Bekende personen met de naam Su, So of Tô
- Su Xun
- Su Shi
- Su Zhe
- Su Wu
- Su Song
- Su Buqing
- Su Zhu/Hua Guofeng
- So Hang Shuen
- Su Tseng-chang
- William So
- Louisa So Yuk-Wa
- So Sze-Wong 蘇施黃
- Peter So, fengshuimeester
- So Chi-Ho 蘇志豪
- Alec Su
- Wesley So
- So Taguchi
- Bassanio So
- Tô Định